# Большое (озеро, Калевальской район)
Большое — озеро на территории Юшкозерского сельского поселения Калевальского района Республики Карелии.

## Общие сведения
Площадь озера — 3 км², площадь водосборного бассейна — 9,9 км². Располагается на высоте 131,3 метров над уровнем моря.
Форма озера лопастная, продолговатая: оно вытянуто с запада на восток. Берега изрезанные, каменисто-песчаные.
Большое протокой соединяется с озером Микколя, из которого вытекает ручей без названия, втекающий в озеро Пайве. Через Пайве протекает река Кепа, впадающая в озеро Кулянъярви, через которое протекает река Кемь.
В озере расположено не менее пяти небольших безымянных островов.
К северу от озера проходит автодорога местного значения 86К-3 («Р21 Автомобильная дорога Р-21 „Кола“ — Калевала — Лонка»).
Код объекта в государственном водном реестре — 02020000911102000005896.

## См. также

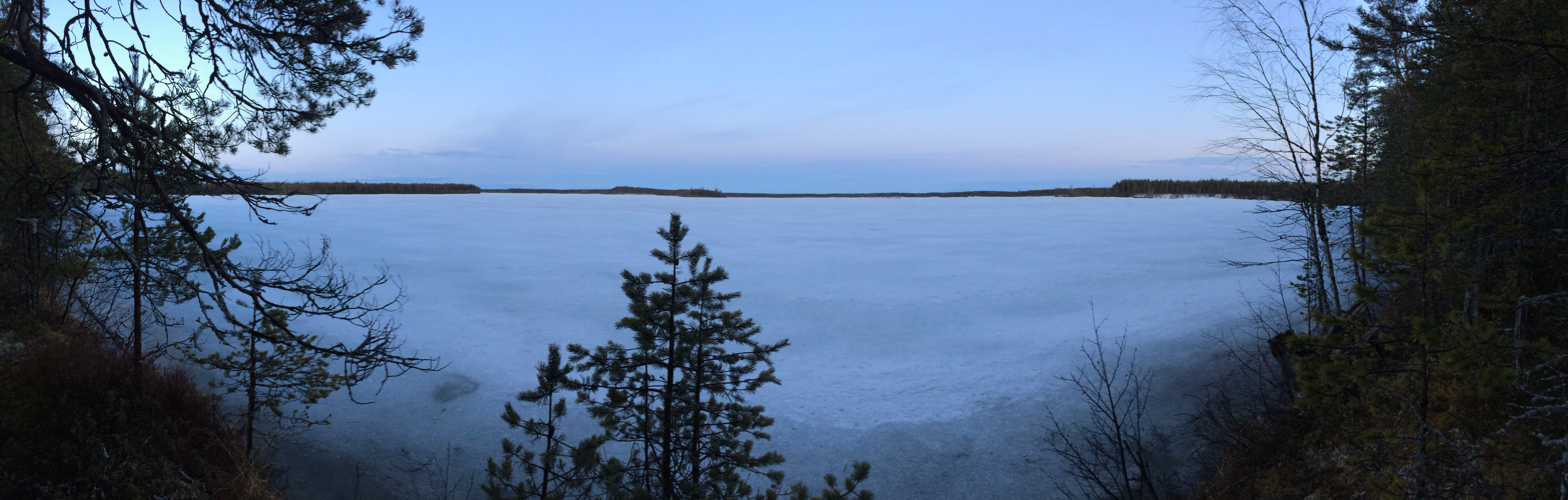
Панорама.